# 鼴形田鼠屬
鼴形田鼠屬（Ellobius）是哺乳綱囓齒目倉鼠科田鼠亚科的一屬，而與鼴形田鼠屬（鼴形田鼠）同科的動物尚有東方兔尾鼠屬（帕氏兔尾鼠）、絨鼠屬（中國絨鼠）、環頸旅鼠屬（環頸旅鼠）等數種哺乳動物。它们主要分布在亚洲西部和中部。它们与鼹鼠无关，只是在外貌上相似。它们终年生活在地下。
鼴形田鼠屬分两个亚属和五个种：
- 鼴形田鼠亚屬（Ellobius）
  - 鼹形田鼠（Ellobius talpinus），分布区域从乌克兰东部经过哈萨克斯坦至阿富汗北部
  - 坦氏鼹形田鼠（Ellobius tancrei），土库曼斯坦、乌兹别克斯坦、哈萨克斯坦、新疆
  - 阿赖鼹形田鼠（Ellobius alaicu），阿赖山脉
- 亚属
  - 土黄鼹形田鼠（Ellobius lutescens），高加索山脉、安纳托、伊拉克
  - 阿富汗鼹形田鼠（Ellobius fuscocapillus），伊朗、阿富汗、土库曼斯曼、巴基斯坦

鼴形田鼠躯体粗壮，身长在10至15厘米之间，尾短，只有5毫米至2厘米长。背部毛色为棕色或灰色，腹部为灰色或白色。没有耳壳，眼睛非常小，几乎完全被毛遮住。特别显著的是很大的向前伸出嘴的门牙。它们被用来挖洞。
鼴形田鼠的洞在地下20至30厘米深。它们组成一个分支很多的隧道系统，它们的窝在地下50厘米的深处。它们在挖洞同时寻找地下的植物组织如根、块茎等作为它们的食物。因此，在一些地区它们被看作是害兽。
学者一般认为鼴形田鼠屬是田鼠亚科中的一个属，但是也有些生物学家把它完全从田鼠中分出来，不过大多数学者还是把它们看成田鼠，只不过是非常特殊的，与其它田鼠很不相同的田鼠而已。在更新世它们的分布比今天还要广，当时甚至在巴勒斯坦和北美洲也有鼴形田鼠。